# Linha C do Metropolitano do Porto
 
Campanhã ↔ ISMAI
Nomes populares: Linha da Maia (recupera parte do traçado da Linha de Guimarães).
Tempo de viagem: 43 minutos
Melhor frequência: 15 minutos
Comprimento: 19,6 km
A Linha C ou Linha Verde é uma das seis linhas da Metro do Porto e conta com 24 estações.

## História
Esta linha foi inaugurada no ano de 2005, ano em que era também concluído um dos eixos mais importantes do Metro do Porto, a Linha D. A Linha C começou a funcionar em 30 de Julho, com a inauguração do troço entre Fonte do Cuco e o Fórum Maia, passando o concelho da Maia a integrar a rede do Metro do Porto. Esta linha passou então a unir o Estádio Dragão ao Fórum Maia.[carece de fontes?]
Em 31 de Março de 2006, abre oficialmente a extensão entre Fórum da Maia e ISMAI, contando com mais 4,5 km.[carece de fontes?] Esta linha aproveita o traçado da extinta linha de Guimarães até à Trofa, com a excepção do centro da Maia, onde efetua um pequeno desvio, por forma a servir o centro da cidade.[carece de fontes?]
A partir de 6 de setembro de 2010, o seu serviço passou a terminar em Campanhã.[carece de fontes?]

### Transportes Alternativos da Trofa
- ta Trofa-Estação ⇆ Castêlo (Rotunda - ISMAI)[3]

Por imposição legal, o Metro do Porto disponibiliza uma ligação rodoviária por autocarro entre a Maia e Trofa, para compensar o encerramento do segmento correspondente da Linha de Guimarães, que esta empresa fez desativar em 2001 ao converter o segmento adjunto (Trindade-Castêlo) em parte da sua rede. Incialmente previsto como um serviço provisório, tornou-se duradouro à medida que a expansão da Linha C até Trofa foi sucessivamente adiada: Para a sua identificação na sinalética usa-se o mesmo tom de verde que caracteriza a Linha C, e a designação "transportes alternativos" (estilizada na abreviatura "ᴛ͏a") tornou-se num oxímoro assumido como tal.
Este serviço foi relançado no início de 2009, subcontratado à Arriva e à Rodoviária entre Douro e Minho, relatando-se então uma afluência de 700 passageiros por dia. Em dados de 2021, o trajeto conta com 25 paragens, agrupadas em nove secções abrangendo três áreas tarifárias Andante (TRF1, TRF2, e MAI2), e dura nominalmente 19 min., com 13 circulações diárias nos dias úteis entre as 06:45 e as 20:35. Ao cobrir o trajeto da ferrovia extinta frequenta nominalmente os interfaces encerrados de Muro e Bougado mas não o de Alvarelhos.
Em 2010 a paragem terminal foi alterada da antiga para a nova estação da Trofa, sem mais alterações — nomeadamente na designação e sinalética.[carece de fontes?]

## Serviços
|                    | 06-07h | 07-08h | 08-09h | 09-10h | 10-11h | 11-12h | 12-13h | 13-14h | 14-15h | 15-16h | 16-17h | 17-18h | 18-19h | 19-20h | 20-21h | 21-22h | 22-23h | 23-00h | 00-01h |
| ------------------ | ------ | ------ | ------ | ------ | ------ | ------ | ------ | ------ | ------ | ------ | ------ | ------ | ------ | ------ | ------ | ------ | ------ | ------ | ------ |
| Dias Úteis         | 30     | 10(FM) | 10(FM) | 10(FM) | 10(FM) | 10(FM) | 20     | 10(FM) | 10(FM) | 10(FM) | 10(FM) | 10(FM) | 10(FM) | 10(FM) | 10(FM) | 30     | 30     | 30     | 30     |
| Sábados            | 30     | 30     | 10(FM) | 10(FM) | 10(FM) | 10(FM) | 10(FM) | 10(FM) | 10(FM) | 10(FM) | 10(FM) | 10(FM) | 10(FM) | 10(FM) | 30     | 30     | 30     | 30     | 30     |
| Domigos e Feriados | 30     | 30     | 30     | 30     | 30     | 30     | 30     | 20(FM) | 20(FM) | 20(FM) | 20(FM) | 20(FM) | 20(FM) | 20(FM) | 30     | 30     | 30     | 30     | 30     |

• Tolerância de +/- 2 min. para o tempo apresentado

• Veículos com destino Fórum Maia (FM)

## Futuras Extensões
Deste 2010, não estão a ser equacionadas novas expansões desta linha. No entanto, esteve em projeto a sua extensão até à Trofa, recuperando o traçado da Linha de Guimarães em direção a Paradela (a nova estação da Trofa), tendo sido anunciado em inícios de 2009 lançamento de concurso internacional para a empreitada com conclusão prometida para 2013, o que não se viria a verificar.
Mais tarde, este objetivo foi reduzido até Muro[carece de fontes?] — extensão essa que desde 2010 já não consta nos planos próximos de desenvolvimento da rede do Metro do Porto, por não ser rentável.[carece de fontes?] Ainda assim, tem sido exigido o prolongamento desta linha até à Trofa, sem a qual o investimento ferroviário nesta localidade em 2010 (alteração do traçado da Linha do Minho e nova estação da Trofa) ficaria aquém do seu potencial.